# Rädda Barnen
Rädda Barnen (schwed. für Rettet die Kinder) ist eine schwedische Hilfsorganisation für Kinder und Mitglied der International Save the Children Alliance, zu der auch Save the Children Deutschland gehört. Unter dem Eindruck des Ersten Weltkriegs und der russischen Revolution wurde im Mai 1919 Save the Children in England gegründet; die treibende Kraft war Eglantyne Jebb (1876–1928). Folgende Grundsätze formulierte sie für diese Arbeit:

„Die einzige internationale Sprache ist das Weinen eines Kindes. Alle Kriege richten sich gegen Kinder. Wir achten nicht auf Politik, Rasse oder Religion. Ein Kind ist ein Kind, ob es rot, weiß, braun oder schwarz ist. Jeder ist dafür verantwortlich, wie es den Kindern in der Welt ergeht.“

Erstmals wurde der Schwerpunkt einer Organisation auf den Schutz von Kindern gelegt.
Am 6. Januar 1920 wurde die internationale – politisch und religiös ungebundene – Save the Children Union in Genf gegründet. Sehr schnell bildeten sich Schwesterorganisationen, die eng mit dem Roten Kreuz zusammenarbeiteten, so auch in Schweden. Am 19. November 1919 wurde Rädda Barnen gegründet, unter den ersten Aktiven fanden sich die Journalistin Gerda Marcus und die Schriftstellerin Elin Wägner.
Nachdem ein Aufruf zur Unterstützung in der Presse veröffentlicht wurde, füllten die gespendeten Liebesgaben (Sachspenden) innerhalb von vier Monaten 43 Eisenbahnwaggons. Diese wurden nach Österreich, Deutschland und Ungarn geschickt. Die schwedische Hilfe (Rädda Barnen und Rotes Kreuz) für Wien nach dem Ersten Weltkrieg umfasste medizinische Betreuung, Lebensmittel- und Kleiderausgabe, Erholungsaufenthalte österreichischer Kinder in Schweden und Beteiligung an verschiedenen sozialen Einrichtungen (Spitälern und Kinderheimen). Die Mittel der Hilfsaktion stützten sich vorwiegend auf Sach- und Geldspenden der schwedischen Bevölkerung.

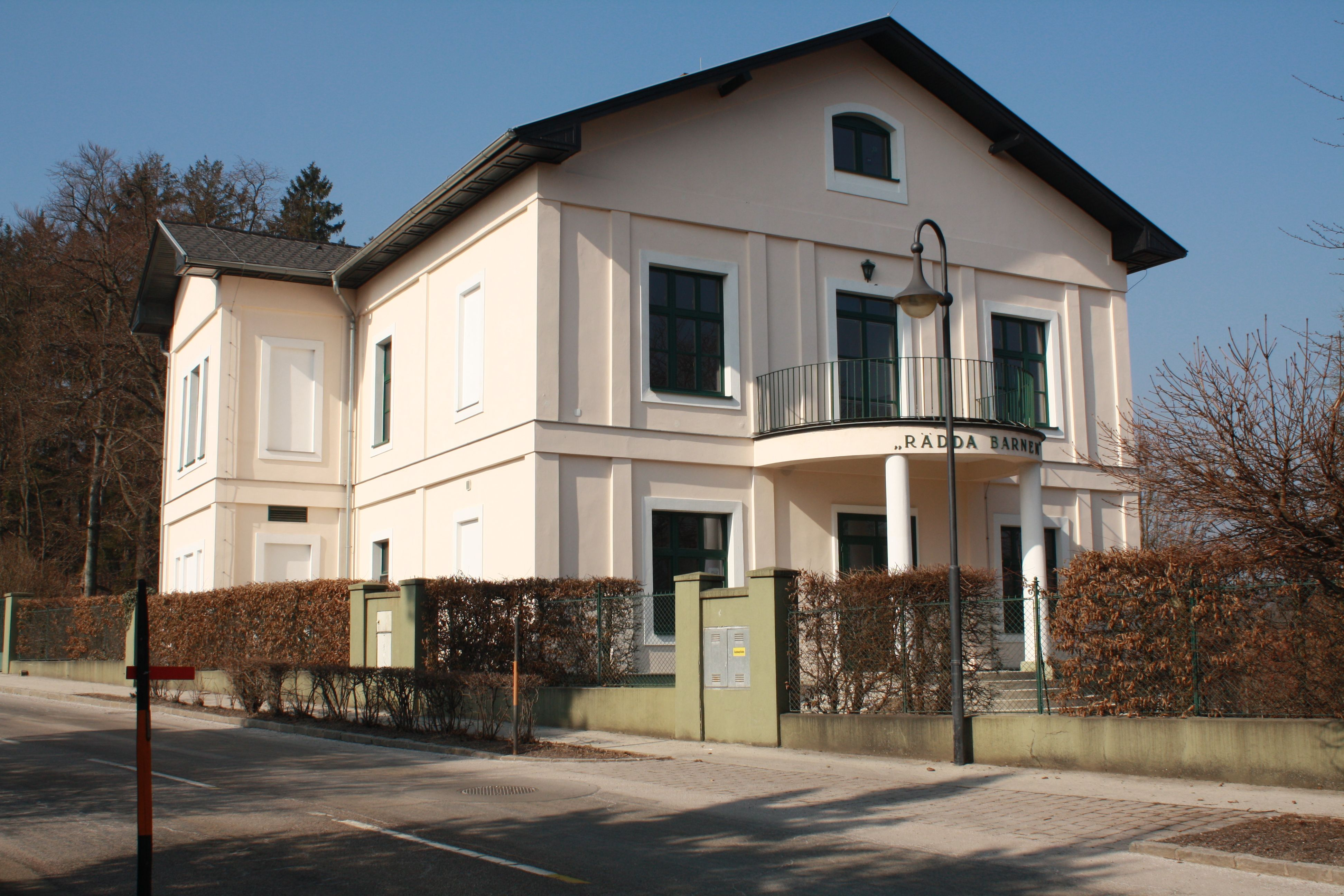
Das ehemalige Kinderheim der Stadt Wien Rädda Barnen in Gaaden

Ab 1919 leitete Elsa Björkman die Aktivitäten von Rädda Barnen in Wien. 1923 wurde die schwedische Nachkriegshilfe für Wien beendet. Nach dem Ende des Zweiten Weltkriegs war Rädda Barnen im Rahmen der Schwedenhilfe wieder in Wien aktiv.
Im Jahr 1950 wurde in Wien-Favoriten (10. Bezirk) der Rädda-Barnen-Platz nach dem Hilfswerk benannt.
Auch die Kita Schwedenheim in Flensburg, Helenenallee, erbaut im schwedischen Sommerhausstil, ist eine Schenkung der schwedischen Kinderhilfsorganisation Räddar Barnen aus dem Jahre 1950.
In der Jugendsiedlung Hochland in Königsdorf spendete Rädda Barnen 1950 für ein dort eröffnetes Jugendwohnheim inkl. Lehrwerkstätten für heimat- und Elternlose Jungs die komplette Inneneinrichtung des Wohnheims. Bei der Eröffnung war eine Delegation vor Ort und übergab die Einrichtung an die Jugendsiedlung Hochland.